# Томас Мейхью
Томас Мейг'ю Старший (англ. Thomas Mayhew; нар. 31 березня 1593, Тісбьорі, Вілтшир, Англія — пом. 25 березня 1682, Бостон, Массачусетс, США) — засновник першого англійського поселення на острові Мартас-Віньярд, Нантакет у 1642 році. Його помічник Пітер Фоглер був дідом Бенджаміна Франкліна.

## Родина
Був одружений з Енн Пакест. У 1621 році у них народився син, Томас Мейг'ю-молодший, якого хрестили в Саутгемптоні, рідному місті Енн. Через два роки на світ з'явився Роберт Мейг'ю, якого хрестили в Тісбьорі.
Сім'я покинула Англію в 1631―1632 роках під час Великого переселення пуритан. Завдяки агентству Метью Кредока (Cradock) у Лондоні, Мейг'ю був призначений керівником поселень в Медфорді, штат Массачусетс. Близько 1633 року, дружина Мейг'ю, Енн померла. У 1634 році він повернувся в Англію на ділову зустріч з Кредоком. Там же він одружився з Джейн Геліон, і вони разом приїхали до Нової Англії. Подружжя мало чотирьох доньок: Ханну (народилася в 1635 році), Мері (1639 р.), Марту (1642 р.), і Бетіат. У 1657 році Томас Мейг'ю Молодший потонув на шляху до Англії. 
Онуки Томаса, Метью Мейг'ю (1648 р.), Джон Мейг'ю (1652 р.), та інші члени його родини допомагали йому керувати бізнесом.

## Мартас-Віньярд
Томас мав великий успіх у політики щодо відносин до індіанців. Через справедливе відношення до індіанців, колонія була захищена від кровопролиття, яке сталося в іншому місці, під час війни короля Філіпа. У 1646 році Генеральний суд штату Массачусетс направив релігійних лідерів колонії, щоб служити місіонерами, до тубільців. На жаль, спалахнув масовий конфлікт, війна короля Філіпа (1675―76 рр.), яка призвела до загибелі багатьох людей — як поселенців, так і корінних жителів. Проте, з'являються три відомі особи. До них належать: Джон Еліот (відомий як апостол до індіанців); Томас Мейг'ю; і Єлеазар Вілок, який створив «Академію доктора Вілок для просування християнства і цивілізованості серед диких індіанців цього континенту».
У 1641 році, в ділових підприємствах околиць Бостона, Мейг'ю вдалося придбати права на острови, які нині складають Округ Нантакет, Мартас-Віньярд і Острови Королеви Єлизавети. Потім він купив графство за 40 фунтів. Мейг'ю зарекомендував себе на посаді губернатора Мартас-Віньярд у 1642 році та послав свого сина Томаса Молодшого та близько сорока англійських сімей оселитися там. Разом, він і Томас Молодший, створили перше поселення Мартас-Віньярд.

## Поширення релігії
До 1660 року налічувалося близько 85 білих людей, що живуть миролюбно серед тубільців, заробляючи собі на життя сільським господарством та рибальством. Сімейство Мейг'ю, яке з того часу стало неодмінною частиною історії острова, хотіло розділити свою релігію з місцевими жителями, але ті були не надто зацікавлені, маючи свою власну духовну віру. Однак, як тільки стало відомо, що Мейг'ю став губернатором, який є мало не вождем у білої людини, деяким з місцевих жителів стало цікаво дізнатися про Бога білого вождя. Коли уродженець, на ім'я Гайкемс проявив інтерес, Мейг'ю запросив його у свій будинок і розповів йому англійською мовою про християнство. Гайкемс, своєю чергою навчив Томаса говорити його рідною мовою. Як тільки Мейг'ю почав розмовляти з місцевими жителями їхньою мовою, він пройшов 20 миль проповідуючи Євангеліє.

## Місіонерська робота
Томас Мейг'ю є найдовшим і найстійкішим місіонером. Він шукав поліпшення свого соціального та економічного становища. Його син Томас Молодший емігрував до Англії, де здобув гуманітарну освіту, мабуть, у приватних репетиторів, а після переїзду до Мартас-Віньярд став пастором маленької англійської церкви, а також виконуючим обов'язки губернатора за відсутності батька. Проте згодом відмовився від своїх обов'язків і почав жити серед тубільців. Ситуація дещо покращилася, коли у 1649 році утворилася компанія, яка надавала допомогу місіонерам. Восени 1657 року, Томас Мейг'ю молодший відплив до Англії в поїздку, яка поєднувала заклик до місіонерської діяльності та особисті справи. Після виходу з гавані Бостону, корабель більше ніхто не бачив. Смерть свого єдиного сина у віці тридцяти шести років була тяжким ударом для Мейг'ю. Він неодноразово приймав спроби знайти заміну, щоб продовжити служіння свого сина до індіанців, але не було священника, який знав би мову або був готовий її вивчити та постійно проживати на острові.

## Нащадки
- Джонатан Мейг'ю (1720—1766) — відомий у 18 столітті священнослужитель, придумав фразу «Ні оподаткування без представництва».
- Метью Мейг'ю (1648—1710)